# Asthenotricha malostigma
Asthenotricha malostigma är en fjärilsart som beskrevs av Louis Beethoven Prout 1921. Asthenotricha malostigma ingår i släktet Asthenotricha och familjen mätare. Inga underarter finns listade i Catalogue of Life.